# Orden del Águila Negra (Albania)
La Orden del Águila Negra (en albanés: Urdhëri i Shqiponjës së Zezë) era el más alto título que podía ser concedido a un ciudadano del Principado de Albania. La orden fue establecida por el Príncipe de Wied en 1914 siguiendo el ejemplo de la prusiana Orden del Águila Negra. La orden tenía una águila negra bicefala, y alrededor las palabras Besë e Bashkim (en español: Fidelidad y Unión).
Como el Principado de Albania fue de corta duración, la orden fue concedida muy pocas veces, y es considerada en la actualidad muy rara, para coleccionistas. También se considera la primera condecoración concedida en la moderna Albania.